# Бериша, Илир
Илир Бериша (алб. Ilir Berisha; 25 июня 1991 года, Приштина) — косоварский футболист, играющий на позиции защитника. В настоящее время выступает за шведский клуб «Карлстад».

## Клубная карьера
Илир Бериша — воспитанник клуба «Приштина». 20 февраля 2012 года он подписал контракт со шведским клубом «Эребру», выступавшим в сезоне 2012 в Аллсвенскане. Впервые в рамках чемпионата Швеции Бериша появился на поле в домашнем матче его команды против «АИКа» 16 мая 2012 года. А спустя 2 месяца он забил и свой первый гол за «Эребру», ставший победным в домашней игре с «Мальмё». По итогам чемпионата «Эребру» покинул главную футбольную лигу Швеции. В Суперэттан 2013 Бериша в конце июня получил травму и в оставшейся части сезона не играл. Оправился после травмы футболист лишь спустя 10 месяцев и чаще оставался на скамейке запасных в матчах вернувшегося в элиту шведского футбола «Эребру».
В марте 2015 года Бериша подписал контракт с клубом «Ефле», хотя был близок к соглашению с «Хельсингборгом».

## Карьера в сборной
24 мая 2013 года в ряду других футболистов получил албанское гражданство. Он был вызван в состав сборной Албании на игру против Норвегии, но остался в запасе.
Бериша также провёл 3 матча за сборную Косова, против сборных Омана, Экваториальной Гвинеи и Албании. Все встречи носили товарищеский характер и состоялись в Приштине.

## Статистика выступлений

### В сборной
| Матчи и голы Илира Бериши за сборную Косова | Матчи и голы Илира Бериши за сборную Косова | Матчи и голы Илира Бериши за сборную Косова | Матчи и голы Илира Бериши за сборную Косова | Матчи и голы Илира Бериши за сборную Косова | Матчи и голы Илира Бериши за сборную Косова | Матчи и голы Илира Бериши за сборную Косова |
| №                                           | Дата                                        | Место проведения                            | Соперник                                    | Счёт                                        | Голы                                        | Соревнование                                |
| ------------------------------------------- | ------------------------------------------- | ------------------------------------------- | ------------------------------------------- | ------------------------------------------- | ------------------------------------------- | ------------------------------------------- |
| 1                                           | 7 сентября 2014                             | Городской стадион, Приштина                 | Оман                                        | 1:0                                         | —                                           | Товарищеский матч                           |
| 2                                           | 10 октября 2015                             | Городской стадион, Приштина                 | Экваториальная Гвинея                       | 2:0                                         | —                                           | Товарищеский матч                           |
| 3                                           | 13 ноября 2015                              | Городской стадион, Приштина                 | Албания                                     | 2:2                                         | —                                           | Товарищеский матч                           |

Итого: 3 матча / 0 голов; eu-football.info.